# Somme (departement)
Somme  je francouzský departement ležící v regionu Hauts-de-France. Pojmenován byl podle řeky Sommy. Hlavní město je Amiens.